# Omar Jaime
Omar Israel Jaime Vera (ur. 20 kwietnia 1981 w Monterrey) – meksykański piłkarz występujący na pozycji obrońcy.

## Kariera klubowa
Jaime profesjonalną karierę piłkarską rozpoczynał w drugoligowej filii stołecznej drużyny Cruz Azul o nazwie Cruz Azul Hidalgo. Nie potrafiąc przebić się do pierwszego zespołu Cruz Azul odszedł do Jaguares de Chiapas, gdzie jednak również występował głównie w drugoligowych rezerwach – Jaguares de Tapachula. Mimo to zdołał zadebiutować w meksykańskiej Primera División – 27 lutego 2005 w przegranym 0:1 spotkaniu z Pueblą. Wiosną 2006 trafił do klubu partnerskiego Jaguares – Petroleros de Salamanca z drugiej ligi, gdzie został podstawowym zawodnikiem i jeszcze w tym samym roku doszedł z nim do finału jesiennych rozgrywek Apertura.
Latem 2009 ekipa Petroleros połączyła się z CF La Piedad i przyjęła jej nazwę; mimo fuzji Jaime nadal miał pewne miejsce w wyjściowej jedenastce. W lipcu 2010 na zasadzie półrocznego wypożyczenia zasilił innego drugoligowca – Altamira FC – za to wiosną 2011 reprezentował barwy Correcaminos UAT. W sezonie Apertura 2011, ponownie jako gracz La Piedad, dotarł ze swoją drużyną do dwumeczu finałowego fazy play–off.

## Kariera reprezentacyjna
W 1997 roku Jaime znalazł się w składzie reprezentacji Meksyku U–17 na Młodzieżowe Mistrzostwa Świata w Egipcie. Pozostawał wówczas jedynie rezerwowym kadry, nie rozgrywając ani jednego meczu, za to Meksykanie nie zdołali wyjść z grupy i po trzech spotkaniach zakończyli swój udział w turnieju.